# Nayef Aguerd
Nayef Aguerd (arabiska: نايف أكرد), född 30 mars 1996, är en marockansk fotbollsspelare som spelar för Real Sociedad, på lån från West Ham United och Marockos landslag.

## Klubbkarriär
Den 14 augusti 2020 värvades Aguerd av Rennes, där han skrev på ett fyraårskontrakt.
Den 20 juni 2022 värvades Aguerd av West Ham United, där han skrev på ett femårskontrakt. Den 30 augusti 2024 lånades Aguerd ut till La Liga-klubben Real Sociedad på ett säsongslån.

## Landslagskarriär
Aguerd debuterade för Marockos landslag den 31 augusti 2016 i en 0–0-match mot Albanien.